# Nathaniel Shilkret
Nathaniel Shilkret — ou Nat Shilkret — est un compositeur, chef d'orchestre, pianiste, clarinettiste et arrangeur musical américain, né Nathaniel Schüldkraut à New York le 25 décembre 1889 (1895 selon certaines sources), décédé à New York le 18 février 1982.

## Biographie
Né de parents immigrés d'origine autrichienne, il suit des études musicales à New York, apprenant le piano (auprès de Charles Hambitzer) et la clarinette, entre autres. Dans les années 1910 et au début des années 1920, il pratique ce second instrument au sein de grands orchestres symphoniques new-yorkais (New York Symphony Orchestra, Orchestre du Metropolitan Opera...) et de divers big band ou orchestres d'harmonie (dont celui de John Philip Sousa).
En 1919, il intègre la RCA Victor dont il dirigera le département de musique légère à partir de 1926. Il sera très actif à la radio entre 1925 et 1941 et réalisera de nombreux enregistrements pour le disque 78 tours, conduisant des formations diverses dans les domaines de la musique légère, du jazz ou de la musique classique. Il sera ainsi amené à collaborer avec des artistes d'horizons variés, tels les chanteurs d'opéra Enrico Caruso, Feodor Chaliapine, Rosa Ponselle, le violoniste classique Jascha Heifetz, le jazzman Louis Armstrong, le chanteur Frank Sinatra, le clarinettiste Benny Goodman ou encore le compositeur George Gershwin (dont le célèbre Un Américain à Paris a été enregistré pour la première fois au disque en 1929, par l'Orchestre de la RCA Victor, sous la direction de Nathaniel Shilkret).
Après New York, Shilkret rejoint la RCA Victor à Los Angeles et commence, en 1928, à travailler pour le cinéma hollywoodien ; il sera notamment directeur musical à la RKO Pictures (à partir de 1935) et, plus tard, à la Metro-Goldwyn-Mayer. Il est l'auteur de musiques de films entre 1928 et 1951 (notamment pour plusieurs réalisations avec Laurel et Hardy), parfois sans être crédité au générique.
Outre ses partitions pour le cinéma, on lui doit de nombreux arrangements de pièces populaires, des « songs » (The Lonesome Road (en) étant un des plus connus), ainsi que des compositions « classiques », dont un quintette avec clarinette, un concerto pour trombone (1942), le poème symphonique Skyward (1928), la musique de ballet New York Ballet, ou la Southern Humoresque pour violon et orchestre.

## Filmographie partielle
comme compositeur

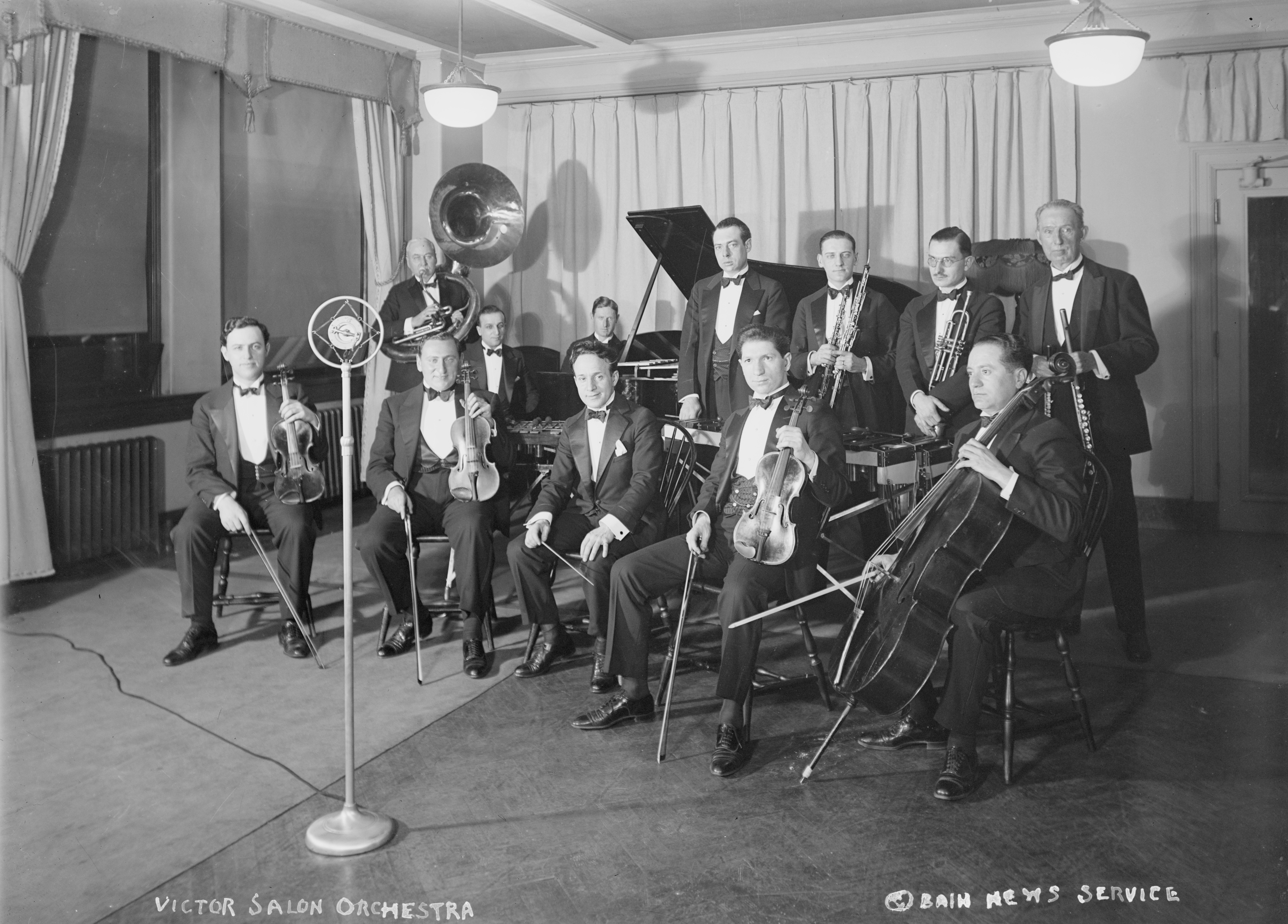
Nathaniel 'Nat' Shilkret (à la baguette, au centre — en gros plan ci-dessus —) à la tête du 'Victor Salon Orchestra', dans les années 1920

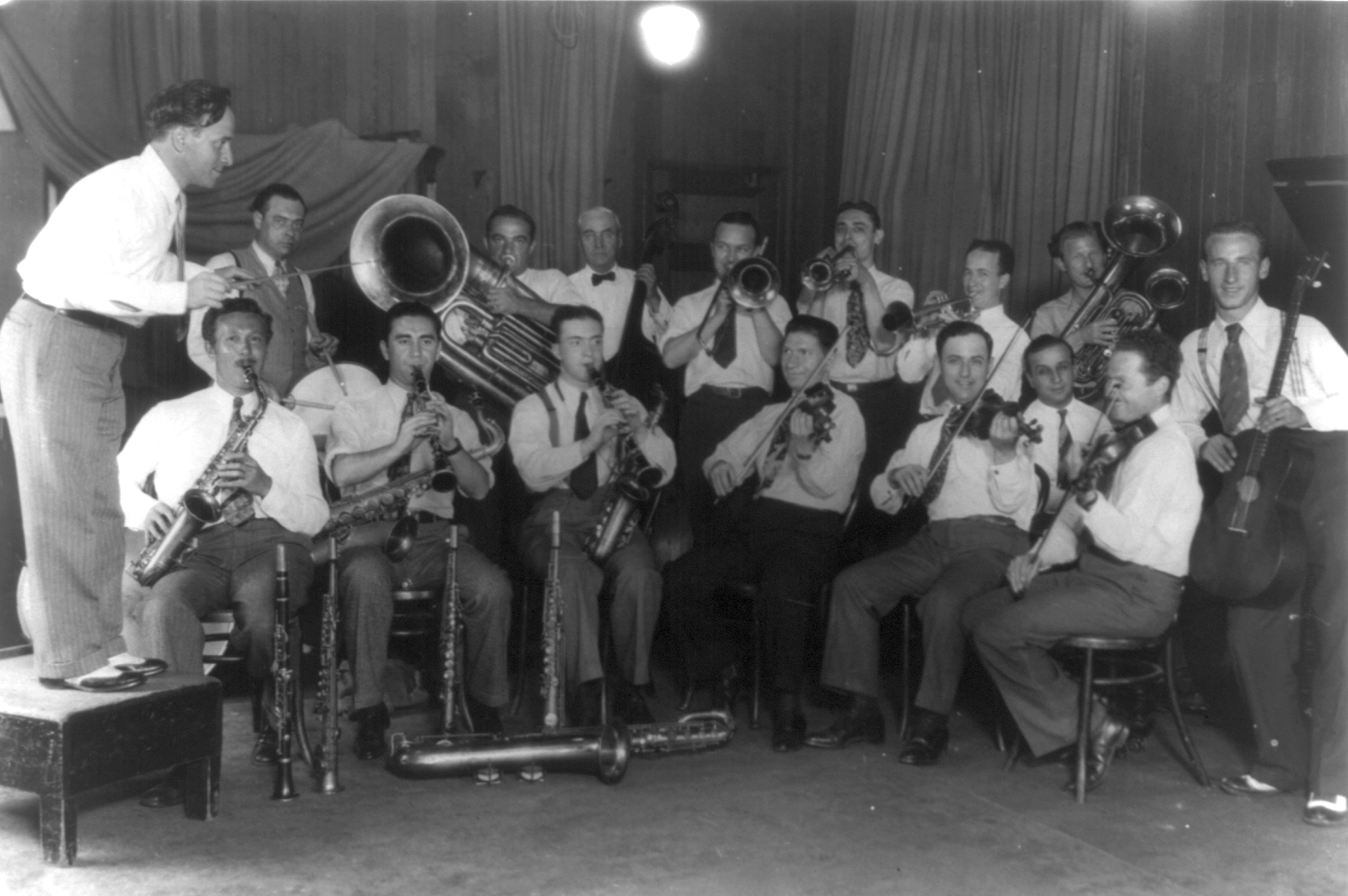
Nathaniel 'Nat' Shilkret dirigeant, dans les années 1920, un orchestre de studio (comprenant notamment ses deux frères Harry (trompette) et Jack (piano)

- 1928 : Ciel de gloire de George Fitzmaurice
- 1928 : L'Éternel Problème (The Battle of the Sexes) de D. W. Griffith
- 1929 : Synthetic Sin de William A. Seiter
- 1929 : Joyeux jour (Perfect Day) de James Parrott
- 1930 : Quelle bringue ! (Blotto) de James Parrott
- 1930 : Les Bricoleurs (Hog Wild) de James Parrott
- 1930 : La Maison de la peur (The Laurel-Hardy Murder Case) de James Parrott
- 1930 : The Lady of the Lake de James A. FirtzPatrick
- 1932 : It happened in Paris de M.J. Weisfeldt
- 1932 : Skyscraper Souls d'Edgar Selwyn
- 1936 : Marie Stuart (Mary of Scotland) de John Ford
- 1936 : Walking on Air de Joseph Santley
- 1936 : Smartest Girl in Town de Joseph Santley
- 1936 : Sous les ponts de New York (Winterset) d'Alfred Santell
- 1936 : That Girl from Paris de Leigh Jason
- 1937 : Les Démons de la mer (Sea Devils) de Benjamin Stoloff
- 1937 : Michel Strogoff (The Soldier and the Lady) de George Nichols Jr. et Richard Eichberg
- 1937 : L'Entreprenant Monsieur Petrov (Shall we dance) de Mark Sandrich
- 1937 : Border Cafe de Lew Landers
- 1937 : SOS vertu ! (Wise Girl) de Leigh Jason
- 1937 : L'Or et la femme (The Toast of New York) de Rowland V. Lee et Alexander Hall
- 1937 : Music for Madame de John G. Blystone
- 1937 : La Femme en cage (Hitting a New High) de Raoul Walsh
- 1938 : This Marriage Business (en) de Christy Cabanne
- 1939 : Dans une pauvre petite rue (...One Third of a Nation...) de Dudley Murphy
- 1941 : The Saint in Palm Springs de Jack Hively
- 1941 : Repent at Leisure de Frank Woodruff
- 1943 : You, John Jones ! de Mervyn LeRoy
- 1943 : A Stranger in Town de Roy Rowland
- 1943 : Laurel et Hardy chefs d'îlot (Air Raid Wardens) d'Edward Sedgwick
- 1943 : Hitler's Madman de Douglas Sirk
- 1943 : Ode to Victory d'Edward L. Cahn
- 1944 : Nostradamus IV de Cy Endfield
- 1944 : Trois hommes en blanc (Three Men in White) de Willis Goldbeck
- 1944 : Blonde Fever de Richard Whorf
- 1944 : Les Cuistots de Sa Majesté (Nothing But Trouble) de Sam Taylor
- 1945 : This Man's Navy de William A. Wellman
- 1945 : She Went to the Races de Willis Goldbeck
- 1946 : The Hoodlum Saint de Norman Taurog
- 1946 : Boys' Ranch de Roy Rowland
- 1946 : Le Courage de Lassie (The Courage of Lassie) de Fred M. Wilcox
- 1946 : Faithful in my Fashion de Sidney Salkow
- 1951 : Flying Padre de Stanley Kubrick